# Dolores (município)
Dolores (partido) é um partido (município) da província de Buenos Aires, na Argentina. Possuía, de acordo com estimativa de 2019, 28.576 habitantes.